# Star Wars: Starfighter
Star Wars: Starfighter ist ein Action-Videospiel aus dem Jahr 2001, das von LucasArts entwickelt und veröffentlicht wurde. In der Star Wars Zeitlinie spielt es kurz vor der Schlacht von Naboo. Der Spieler schließt sich drei Starfighter Piloten an und übernimmt die Kontrolle über verschiedene Raumschiffe, um die Invasion, die Naboo bedroht, zu stoppen.

## Spielprinzip
In Starfighter steuert der Spieler verschiedene Raumjäger aus dem Star-Wars-Universum und hat dabei die volle Kontrolle die Bewegungen des Raumjägers. Der Spieler erhält Informationen über Munition und feindliche Ziele auf seinem Interface und kann Befehle vergeben. Starfighter beinhaltet 14 Missionen sowohl im Weltraum, als auch in der Atmosphäre verschiedener Planeten. In den Missionen versucht der Spieler befreundete Schiffe zu beschützen und feindliche Schiffe auszuschalten. Jede Mission hat außerdem einen Bonus und ein verstecktes Ziel, durch dessen Erfüllung zusätzliche Bonusmissionen, Videos und Raumjäger freigeschaltet werden. Alle Raumjäger sind mit unterschiedlichen Waffen ausgestattet, die in verschiedenen Missionen unterschiedlich effektiv sein können.
Die PlayStation-2-Version beinhaltet zwei Mehrspieler Modi und die Xbox Special Edition drei zusätzliche exklusive Missionen. Außerdem beinhaltet das Spiel zwei Versionen des Spielmodus Capture-the-flag.

## Handlung
Die Handlung beginnt mit der Darstellung einer der vier Hauptfiguren, Rhys Dallows, einem Mitglied des Naboo Royal Space Fighter Corps (NRSFC), der einen N-1 Naboo Starfighter steuert. Es gelingt ihm, einen Droiden-Raumjäger vom Himmel zu schießen, aber anschließend wird er von einem zweiten abgeschossen. Dann wird enthüllt, dass Rhys nur geträumt hat, als er von Essara Till geweckt wird, die ihn in grundlegenden Manövern und Kampftechniken ausbildet. Die beiden werden dann zur Verteidigung der Königin von Naboo abkommandiert, während sie sich mit Vertretern der Handelsföderation treffen. Das Treffen entpuppt sich als Falle, da Rhys und Essara gezwungen sind, das königliche Raumschiff zu verteidigen, bis es entkommen kann. Essara wird von einem unbekannten Schiff getötet, während Rhys überlebt und später von den Toydarian Reti gerettet wird.
An dieser Stelle wechselt die Geschichte zur Sichtweise von Vana Sage, einer Söldnerin, die von der Handelsföderation angestellt wurde, als sie dabei hilft, den Scarab Starfighter zu testen. Nachdem sie eine Reihe von Kämpfern zerstört hat, fängt ihr Astromech-Droide Mod-3 eine Übertragung über die illegale Invasion von Naboo ab. Die Handelsföderation kündigt daraufhin ihren Vertrag und schickt zahlreiche „Hunter-Killer“-Droiden und dann eine Gruppe von Söldnern hinter ihr her. Es gelingt ihr, alle Söldner zu besiegen und alle Droiden bis auf einen zu zerstören, was sie zu einer Droidenfabrik auf dem Vulkanplaneten Eos führt. Die Fabrik versucht, sie mit einem großen Schild einzufangen, aber sie entkommt, indem sie die Generatoren zerstört. Nachdem sie eine Weile nachgeforscht hat, kehrt sie zu ihrer Operationsbasis zurück und wartet auf Reti und Rhys.
Nym, ein Feeorin-Pirat, den Vana vor dem Spiel gefangen genommen hatte, war entkommen und drohte nun, Vana zu töten. Sie kann ihn bestechen, indem sie ihm von der Droidenfabrik erzählt, die sie auf Eos entdeckt hat. Als Dank sperrt er sie in einen Spind und trifft sich mit seiner Piratengruppe oberhalb von Lok. Nyms Piraten deaktivieren einen Frachter im Orbit und bringen ihn zum Absturz auf die Oberfläche. Sie stehlen wertvolle Vorräte und kehren zu ihrer Basis zurück. Die Handelsföderation schlägt zurück, überrennt Nyms Piraten und zwingt ihn, die Basis selbst zu zerstören, als sie zu Vanas Zuhause zurückkehren.
Nach dem Treffen zwischen Rhys, Vana, Nym und Reti verbünden sich die vier, um die Handelsföderation ein für alle Mal zu stoppen. Die Gruppe führt eine Guerilla-Kampagne gegen die Handelsföderation durch, indem sie die Droidenfabrik auf Eos zerstört, ein Handelsföderations-Frachtschiff lahmlegt und Vorräte stiehlt, diese Vorräte an Bravo Flight liefert, Gefangene der Handelsföderation rettet und den Außenposten der Königlichen Garde von Naboo verteidigt. Die letzte Mission findet rund um das Droidenkontrollschiff Profiteer statt, als Bravo Flight die Empfängerstationen an der Außenseite des Schiffes zerstört. Als sie alle derzeit eingesetzten Droiden-Sternenkämpfer vernichten, erscheint der Anführer der von der Handelsföderation angeheuerten Söldner, dasselbe Schiff, das Essara Till getötet hat. Der Schild zu einer der Hangarbuchten öffnet sich; ein Landungsboot fährt aus, als der Söldner und Rhys eintreten. Der Schild schließt sich wieder und hält Rhys im Inneren und den Rest des Bravo-Flugs außerhalb der Profiteer gefangen. Es kommt zu einem heftigen Gefecht auf dem größten Teil des Schiffs, bei dem Rhys den Söldner schließlich vernichtet.
Die Profiteer beginnt auseinanderzufallen, sobald das Schiff des Söldners zerstört ist, was Rhys dazu zwingt, einen Generator in der Hangar-Bucht in die Luft zu jagen. Der Schutzschild wird heruntergefahren und Rhys entkommt dem dem Untergang geweihten Schiff. Dies geschieht zur gleichen Zeit, zu der Anakin Skywalker sich in einer anderen Bucht im Inneren des Schiffes befindet, da zahlreiche Zitate darauf verweisen, dass Anakins Raumjäger das Schiff zerstört und verlässt. Während Naboo die Niederlage der Handelsföderation feiert, verabschieden sich Rhys, Vana und Reti von Nym, der den Planeten mit seinem Schiff verlässt.

## Entwicklung und Marketing
Starfighter  wurde auf der E3 2001 vorgestellt und zunächst für die PlayStation 2 veröffentlicht. Später erschien eine Xbox-Version unter dem Namen Star Wars: Starfighter: Special Edition. Eine zusätzliche Portierung auf den PC folgte Ende Januar 2002, basierend auf der PlayStation-2-Version. Beide Portierungen wurden von Secret Level entwickelt. Im Jahr 2003 folgte eine Arcade-Version. LucasArts veröffentlichte das Spiel am 8. Juli 2009 erneut auf der digitalen Vertriebsplattform Steam und 2015 in den USA auf der PlayStation 3 über den PlayStation Store.
In der Star Wars: Episode I – Die dunkle Bedrohung Two-Disc Special Edition DVD bestätigten die Entwickler, dass eine Fortsetzung von Star Wars: Starfighter entwickelt werden würde, diesmal basierend auf Star Wars: Episode II – Angriff der Klonkrieger und mit Machtkräften im Gameplay. Dies sei auf den Erfolg des Originalspiels zurückzuführen. 2002 wurde die Fortsetzung mit dem Titel Star Wars: Jedi Starfighter veröffentlicht. Eine dreiteilige Comic-Reihe, die auf dem Videospiel Star Wars: Starfighter - Crossbones basiert, wurde von Dark Horse Comics veröffentlicht und von Marvel Comics unter der Marke Star Wars Legends neu aufgelegt:
- Star Wars: Starfighter - Crossbones #1 (9. Januar 2002)
- Star Wars: Starfighter - Crossbones #2 (13. Februar 2002)
- Star Wars: Starfighter - Crossbones #3 (13. März 2002)

## Rezeption
Die PlayStation-2-Version und die Special Edition erhielten „allgemein positive Bewertungen“, während die PC-Version laut Metacritic überdurchschnittliche Bewertungen erhielt. Jeff Lundrigan von NextGen bezeichnete in der April-Ausgabe 2001 die frühere Konsolenversion als „das beste Star Wars-Spiel seit mindestens ein paar Jahren“. Neun Ausgaben später, dass die Special Edition „eine Handlung hat, die nicht die Bohne von Bedeutung ist und nur knapp 14 Stufen umfasst, aber es ist ein Riesenspaß, solange es dauert.“ In Japan, wo die frühere Konsolenversion am 4. Oktober 2001 veröffentlicht wurde, bewertete Famitsū sie mit 30 von 40 Punkten.
Air Hendrix von GamePro schrieb in der Aprilausgabe 2001: „Die PS2 wurde dem Hype um ihre Markteinführung nicht gerecht, aber Starfighter ist einer dieser Titel, der einen daran erinnert, warum es so viel Aufhebens darum gab. Es hat zwar auch seine kleinen Schwächen, aber Starfighter ist einer der besten PS2-Titel Anfang 2001.“ Neun Ausgaben später schrieb Pong Sifu: „Der Clou der Xbox-Version ist, dass die Mehrspieler-Missionen von Anfang an spielbar sind und neue Spiele wie Tag und Detonator Drop hinzugefügt wurden.“ Da Bomb Mom von GameZone gab der PS2-Version die perfekte Zehn und sagte: „Dieses Spiel ist für jeden in unserer Galaxie! Möge es noch viele, viele Stunden großartigen Spielspaß geben!“ Michael Lafferty bewertete die Special Edition später mit 9,4 von 10 Punkten und sagte: „So sollte eine Flugsimulation sein. Die Perspektive aus der ersten Person ist unglaublich, ebenso wie die Grafik. Star Wars-Spiele auf dem PC waren eine Freude – diese Plattform trägt lediglich zum Vermächtnis großartiger Spiele bei, die auf einem wunderbaren Universum aufbauen.“ Robert Gerbino gab der PC-Version acht von zehn Punkten und bezeichnete sie als „Action-Arcade-Spiel. Es wird Sie nicht umhauen oder Sie lange wach halten, während Sie verzweifelt versuchen, das nächste Level zu meistern. Es ist, was es ist. Ein lustiger Streifzug durch das Star Wars-Universum, während wir alle auf die Veröffentlichung von Angriff der Klonkrieger warten.“